# Agustín Correa Bravo
Agustín Correa Bravo (Putú, Talca, 6 de abril de 1865-Santiago, 1 de marzo de 1925) fue un político y abogado chileno. Militante del Partido Liberal Democrático, fue diputado durante varios periodos y ministro de Hacienda durante el primer gobierno de Arturo Alessandri Palma. Falleció como consecuencia de las heridas causadas tras un intento de asesinato en 1925 mientras almorzaba en un hotel de la ciudad de Osorno.

## Biografía
Sus padres fueron Agustín Correa Besoaín y Juana Bravo. Se casó con Amalia Ávila Dávila y tuvieron seis hijos. Hizo sus estudios en el Instituto Nacional y en la Universidad de Chile, obteniendo su título de abogado, el 3 de abril de 1886.
Desde su juventud fue atraído por el periodismo. En 1889 fue gerente del diario «La Época» de Santiago. Creó y editó en esta publicación una sección llamada «En los Tribunales», notable por las verdades y acertados comentarios que contenía.
En 1891 fue nombrado secretario de la Intendencia de Santiago, profesor de Literatura en el Instituto Nacional y, posteriormente, Intendente de Santiago durante el curso de la guerra civil. Fue representante jurídico de Claudio Vicuña y encargado de distribuir los fondos destinados a los conatos revolucionarios de los años 1892 y 1893. En el año 1892 formó parte del directorio del Partido Liberal Democrático y redactó el diario balmacedista «La República».
La calidad de sus artículos publicados en «La República», firmados con el pseudónimo de F. Delord, sobre el presidente Balmaceda y su época, llamaron la atención, sobre todo el relativo a los «saqueos de Santiago». Fue a su vez autor de publicaciones jurídicas, como «Los extranjeros en Chile» y «Recurso de habeas corpus», colaborando también en la «Revista forense» con artículos sobre jurisprudencia. Su obra más importante fue «Comentarios y concordancias de la ley de organización y atribuciones de las Municipalidades, de 22 de diciembre de 1891», la que le valió felicitaciones en el país y el extranjero.
En 1894 fue elegido municipal por la comuna de Recoleta de la ciudad de Santiago, mientras que al año siguiente fue designado miembro de la Junta de Beneficencia y del Consejo de Asistencia Pública. En 1897 fue elegido diputado por la agrupación de Llanquihue, Osorno y Carelmapu, cargo que ocupó hasta 1915. En 1921 fue elegido diputado por Osorno para el periodo 1921-1924 y reelecto para el periodo 1924-1927, periodo que no alcanzó a completar debido a la disolución del Congreso, dispuesta el 12 de septiembre de 1924 por decreto de la Junta de Gobierno.
En la Cámara tuvo una participación importante en todos los debates en que se trató de asuntos constitucionales o de derecho público, que estaban dentro de la órbita de sus especialidades profesionales. Fue miembro de la Comisión de Constitución, Legislación y Justicia y presidente de ella en 1914. También fue miembro de la Comisión Especial de Reforma Constitucional y de la Comisión de Código Orgánico de Tribunales, en cuya redacción tomó parte principal.
Fue autor de todos los proyectos de ley de contribuciones en la provincia de Tacna y del que creó el departamento de Tarata, también redactó el proyecto de Elecciones de la misma provincia por encargo del Presidente de la República. Formó parte de las Comisiones Especiales nombradas para la confección de la Ley de Elecciones y de la que estudió la Reforma de la Ley de Municipalidades. Tomó parte en los debates del monumento al presidente Balmaceda y en el relativo al «carácter de la representación Pontificia y sobre la condición legal de las congregaciones en Chile».
En el debate económico, tomó parte en dos o tres ocasiones durante la discusión general y en 1913, en los proyectos sobre reorganización de los ferrocarriles, en cuanto en él se consultaba «un consejo administrativo», cuando en los servicios públicos estos deben ser únicamente «consultivos» y también sobre nuevas concesiones a la Empresa de los Altos Hornos de Corral.
En esa misma época publicó un trabajo «sobre condición jurídica de los extranjeros en Chile», que reprodujo en el año 1913 la revista «Artes y letras» de Buenos Aires. En 1913, el gobierno de Cuba lo condecoró con la «Cruz Roja de Cuba», por motivo de su actuación para producir el acercamiento intelectual y comercial de las dos repúblicas.
Fue también Ministro de Hacienda durante el primer gobierno de Arturo Alessandri, por un breve periodo en el que aún predominaba la rotativa ministerial. Fue miembro correspondiente de la Real Academia Hispano Americana de Ciencias y Artes de Cádiz y de la Real Academia Sevillana de Buenas Letras.
Durante las vacaciones del año 1925, pasaba una corta temporada con sus amigos y electores de Osorno, cuando sufrió un intento de asesinato perpetrado por un opositor unionista mientras almorzaba en un hotel de la ciudad el día 24 de febrero, falleciendo cinco días después producto de las heridas causadas en el ataque, el mismo día que había sido trasladado a Santiago para ser atendido.